# I Look to You
I Look to You (español: Te miro) es el séptimo, y último álbum de estudio de la cantante estadounidense de R&B Whitney Houston. Fue anunciado en marzo de 2007 por Clive Davis, quien reveló que la cantante sería la partida en el estudio para grabar su primer álbum de estudio en casi 7 años. Fue lanzado primero en Alemania por Sony Music el 28 de agosto de 2009 antes de ser liberado en Estados Unidos el 31 de agosto de Arista Records y en el Reino Unido el 19 de octubre de 2009, por RCA.
El álbum es una mezcla de grandes baladas y la música de baile, con reminiscencias de sus éxitos pasados como "I Wanna Dance With Somebody". De acuerdo con Clive Davis, el álbum no es el objetivo para adaptarse a Houston en el mercado de la música actual, pero , en cambio, permanece fiel a lo que ella es, y el impacto que ha tenido en la industria discográfica. La lista de productores y escritores incluye Swizz Beatz, Johnta Austin, Alicia Keys, R. Kelly, Harvey Mason, Jr., y Akon, que también es el vocalista invitado sólo en el álbum. 
El 9 de julio de 2009 American cadena de televisión ABC anunció que en la semana durante el lanzamiento del álbum de Houston cantaría en la serie 'Conciertos de otoño' en su espectáculo titular Good Morning America para promover el nuevo álbum y se espera que el primer sencillo "Million de Dollar Bill" ("El Billete del Millón de Dólares") se llevará a cabo por primera vez.
Actualmente el álbum ha vendido más de 5 millones de copias.

## Lista de canciones
1. Million Dollar Bill (Harris, Norman/Alicia Keys/Swizz Beatz) - 3:25
2. Nothin' But Love (Golde, Franne/Garibay, Fernando/Livingston, Kasia/Hills, Nathaniel) - 3:37
3. Call You Tonight (Tor Erik Hermansen/Austin, Johnta/Eriksen, Mikkel S.) - 4:11
4. I Look To You (R. Kelly) - 4:30
5. Like I Never Left (W.Houston/Thiam, Aliaune/Kelly, Claude/Tuinfort, Giorgio) - 3:52
6. A Song For You (Leon Russell) - 4:14
7. I Didn't Know My Own Strength (Diane Warren) - 3:43
8. Worth It (Hudson, Eric/Austin, Johnta) - 4:42
9. For The Lovers (Araica, Marcella/Hills, Nathaniel/Kelly, Claude) - 4:16
10. I Got You (W.Houston/Thiam, Aliaune/Kelly, Claude/Tuinfort, Giorgio) - 4:15
11. Salute (R. Kelly) - 4:12